# Колона (село)
Колона́ — село в Україні, у Павлівській сільській громаді Володимирського району Волинської області. Населення становить 605 осіб.

## Географія
У селі бере початок річка Безіменна.

## Історія
1558 року Олексій Якимович Вовчко Жасківський судився за землі Жаскова та Колони з Миколаєм Андрійовичем Збаразьким.[джерело?]
21 липня 1563 року він подарував третину Жаскович та Колони своїй дружині Ганні Василівні Патрикієвич.
У 1906 році село Порицької волості Володимир-Волинського повіту Волинської губернії. Відстань від повітового міста 28 верст, від волості 9. Дворів 56, мешканців 319.
12 червня 2020 року, відповідно до розпорядження Кабінету Міністрів України № 708-р «Про визначення адміністративних центрів та затвердження територій територіальних громад Волинської області», увійшло до складу Павлівської сільської територіальної громади.
19 липня 2020 року, в результаті адміністративно-територіальної реформи та ліквідації  Іваничівського району, село увійшло до новоутвореного Володимир-Волинського району (від 18 липня 2022 Володимирського).

## Населення
Згідно з переписом УРСР 1989 року чисельність наявного населення села становила 1042 особи, з яких 487 чоловіків та 555 жінок.
За переписом населення України 2001 року в селі мешкали 602 особи.

### Мова
Розподіл населення за рідною мовою за даними перепису 2001 року:
| Мова       | Відсоток |
| ---------- | -------- |
| українська | 99,83 %  |
| білоруська | 0,17 %   |

## Персоналії
- Іллюшко Василь Віталійович — директор ліцею села Колона Павлівської сільської ради, заслужений працівник освіти України[9]

## Галерея

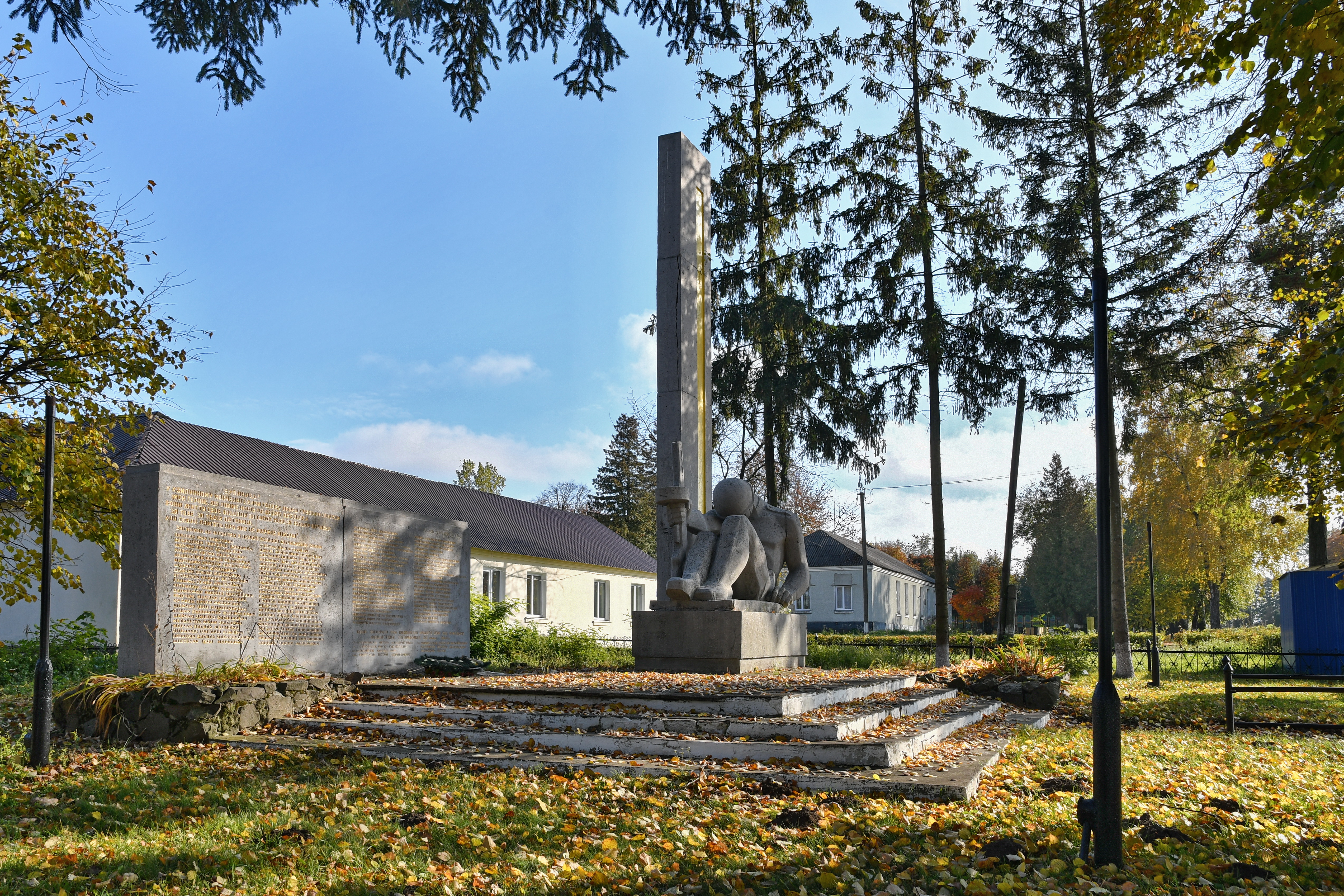
Пам'ятник землякам (1969 рік)
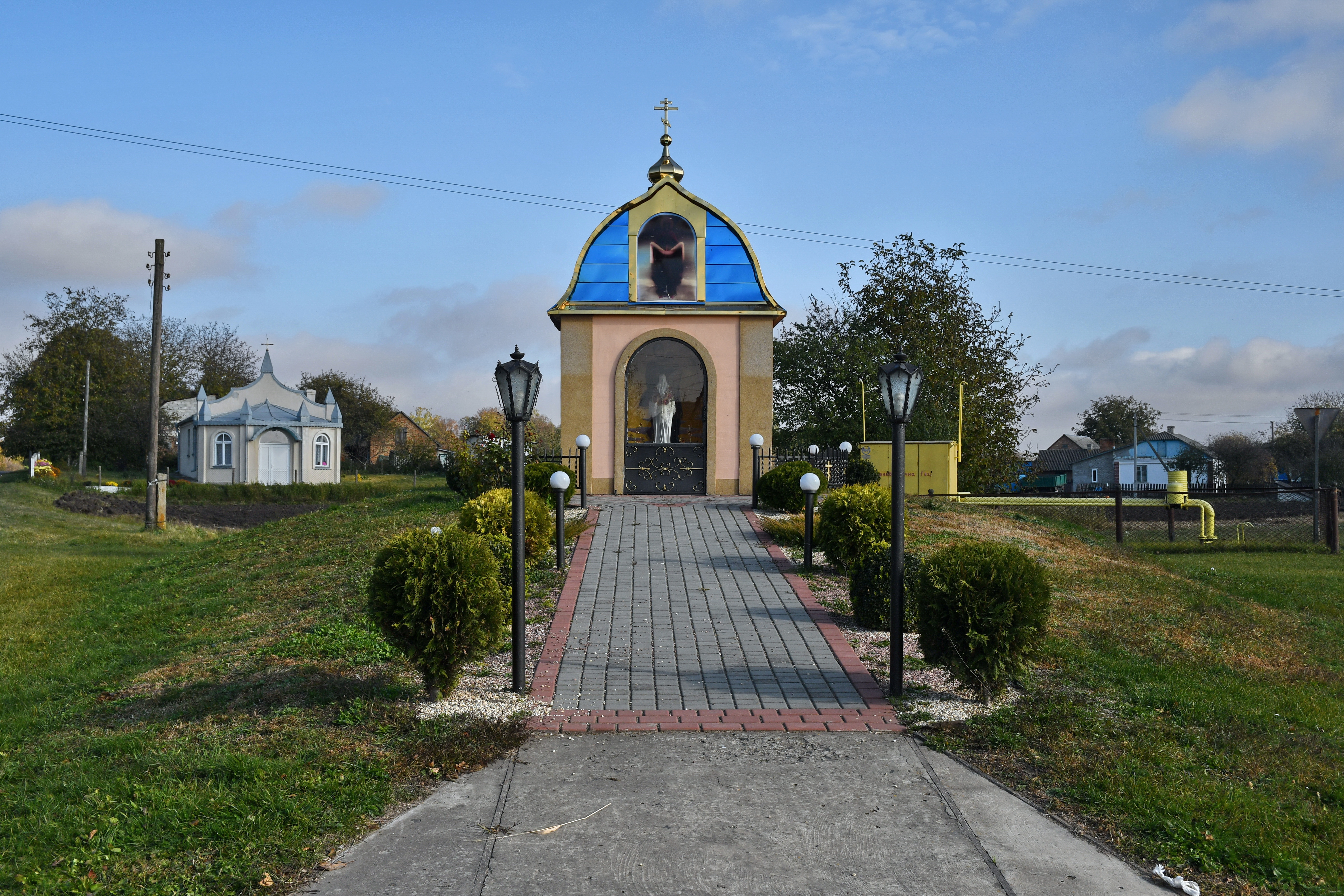
Каплиця
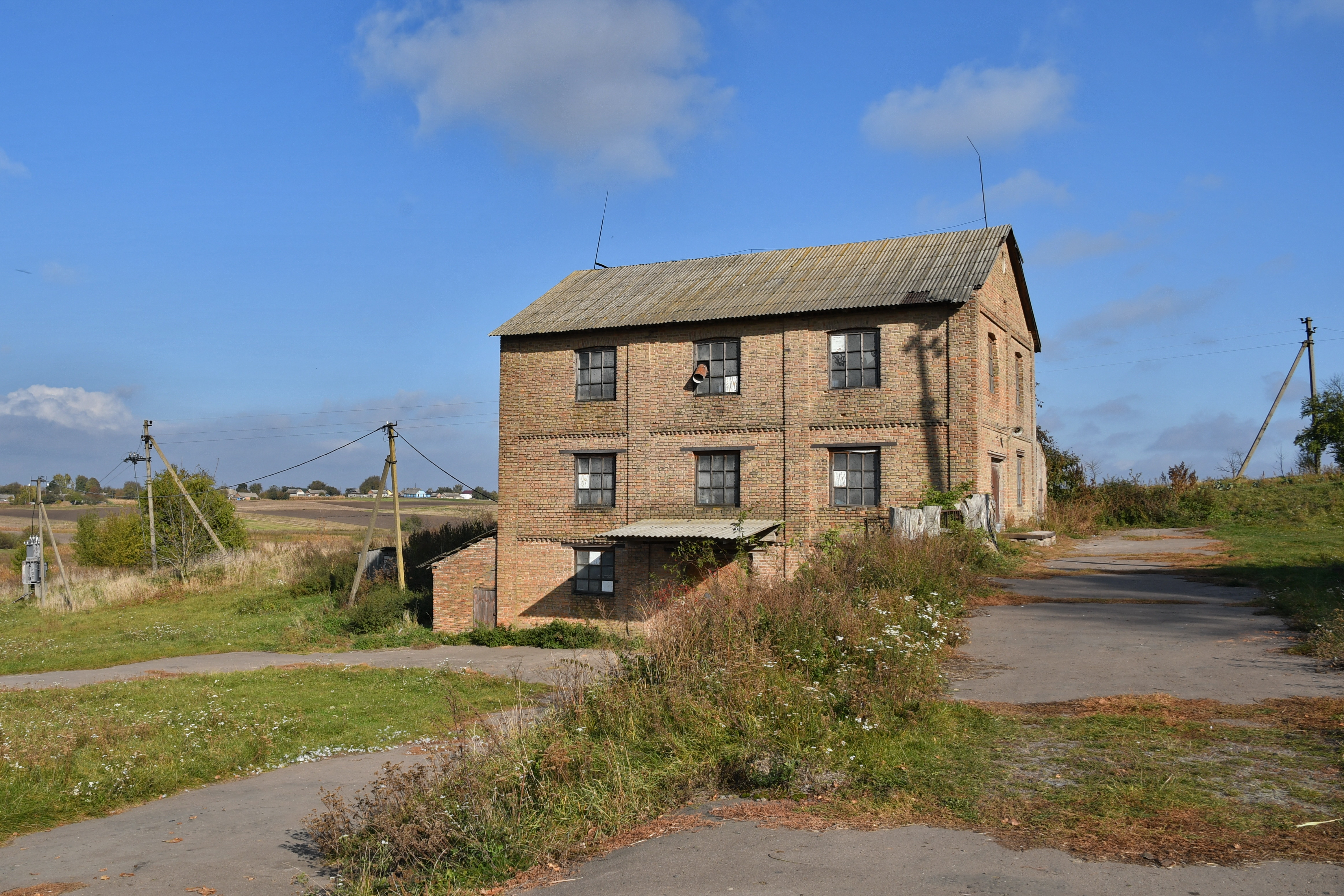
Млин